# Michael Habeck
Michael Habeck (* 23. April 1944 in Grönenbach; † 4. Februar 2011 in München) war ein deutscher Schauspieler, Synchron- und Hörspielsprecher. Seine Stimme war vor allem durch die Synchronisation des Komikers Oliver Hardy bekannt.

## Theater, Film und Fernsehen
Nach einer Schauspiel- und Gesangsausbildung von 1963 bis 1965 an der Schauspielschule Zerboni in München war Michael Habeck bis 1970 am Frankfurter Schauspielhaus engagiert. Von 1970 bis 1983 gehörte er zum Ensemble der Münchner Kammerspiele. Weitere Stationen als Theaterschauspieler bildeten das Moderne Theater München, an dem er auch als Regisseur fungierte, das Bayerische Staatsschauspiel sowie das Münchner Volkstheater. Im Rahmen der Ruhrfestspiele trat Habeck 1974 als Lennox in Shakespeares Tragödie Macbeth auf, die von der ARD aufgezeichnet und im Fernsehen ausgestrahlt wurde. Zu seinen Hauptrollen gehörten unter anderem Baloun in Brechts Drama Schweyk im Zweiten Weltkrieg und Puck in Shakespeares Komödie Sommernachtstraum (1979), die ebenfalls aufgezeichnet und auf VHS-Kassette veröffentlicht wurde. Für seine Rolle des Parzival in einer Inszenierung von Dieter Dorn kürte ihn die Zeitschrift Theater heute 1982 zum Schauspieler des Jahres.
Parallel zu seiner Tätigkeit am Theater trat Habeck seit 1970 als Gastdarsteller in Episoden zahlreicher Fernsehserien auf, unter anderem in Der Kommissar, Tatort, Lokaltermin, Die Schwarzwaldklinik, Alarm für Cobra 11 – Die Autobahnpolizei, Der Bulle von Tölz, Der Alte, In aller Freundschaft und Lindenstraße. Neben Otto Bolesch und Gudrun Mebs war Michael Habeck Hauptdarsteller in der 13-teiligen Kinderserie Die fabelhafte Familie Koo in der Zauberkiste, die vom Bayerischen Rundfunk produziert und 1978 ausgestrahlt wurde. Seine berühmteste Filmrolle verkörperte er 1986 als glatzköpfiger, fettleibiger und homophiler Mönch Berengar in der Literaturverfilmung Der Name der Rose. Im Februar 2008 spielte er in der Komödie Ossi’s Eleven den Großvater Friedrich des Möchtegern-Elvis Thommy (Sascha Schmitz).

## Synchronisation
Seit 1967 war Michael Habeck im deutschsprachigen Raum insbesondere durch seine Stimme bekannt, die ihn für die Synchronisation von Puppen und Zeichentrickfiguren sowie komödiantisch geprägten Rollen prädestinierte. So wurde er unter anderem für die Neuvertonung zahlreicher Filme der Reihe Lachen Sie mit Stan und Olli als deutsche Stimme des Komikers Oliver Hardy eingesetzt. Letztmals synchronisierte er ihn im August 2007 in Diamantenraub in Hollywood.
In Fernsehproduktionen für Kinder war Michael Habeck jahrelang durch die Figuren Oswin in der Vorschulserie Rappelkiste (1973–1984) sowie Ernie in der Sesamstraße präsent, dem er nach Gerd Duwner und Peter Kirchberger seit 2001 seine Stimme lieh. Nach dem Tode Duwners im Jahr 1996 löste Habeck ihn auch in anderen Rollen ab, darunter als Barney Geröllheimer in Familie Feuerstein. Weitere Charaktere sprach Habeck als grünes Knetmännchen Friedrich in der sechsteiligen Kinderserie Luzie, der Schrecken der Straße (1980), als Fozzie Bär in der 107-teiligen Zeichentrickserie Muppet Babies (1984–1991) oder als Herr Kaninchen in Als die Tiere den Wald verließen (1993–1996). In der Zeichentrickserie Die Simpsons synchronisierte er von 1991 bis 1993 die Rollen des Chief Wiggum in den Staffeln zwei und drei, Dr. Nick in Staffel zwei und Hausmeister Willie in Staffel drei. Zudem lieh er seine Stimme 1994 dem kleinen Gespenst in der gleichnamigen Geschichte in Deutschlands berühmtestem Marionettentheater, der Augsburger Puppenkiste, sowie 2002 dem Hamster Humphrey in der Zeichentrickserie Timm Thaler.
Als Synchronschauspieler war Habeck zudem in mehreren Situationskomödien zu hören, darunter für Danny DeVito als Louie De Palma in der Sat.1-Sprachfassung der 112-teiligen Sitcom Taxi und für Earl Hindman als Wilson Wilson Jr. in der RTL-Sprachfassung der sich über acht Staffeln erstreckenden Sitcom Hör mal, wer da hämmert. In Kinoproduktionen übernahm Habeck unter anderem die Synchronisation des Hobbit Sam Gamdschie in der ersten Verfilmung des Tolkien-Romans Der Herr der Ringe (1978), von Deep Roy als Winzling in Die unendliche Geschichte (1984), John Leguizamo als Clown / Violator in Spawn (1997) und Toby Jones als Hauself Dobby in Harry Potter und die Kammer des Schreckens (2002) und Harry Potter und die Heiligtümer des Todes: Teil 1 (2010).

## Hörspiele
Neben seiner Tätigkeit im Synchronatelier war Habeck seit 1965 als Sprecher für den Schul-, Kinder- und Jugendfunk sowie für den allgemeinen Hörfunk öffentlich-rechtlicher und privater Sendeanstalten in Deutschland, Österreich und der Schweiz aktiv. Er wirkte vor allem an Hörspielproduktionen des Bayerischen Rundfunks mit, so in Weltmeister von Ria Endres (1991), Der Zimmerspringbrunnen von Jens Sparschuh (1997), Boy Wonder von James R. Baker (1999), Doktor Faustus von Thomas Mann (2007) oder Die Abschaffung der Arten von Dietmar Dath (2011). In Ulrich Bassenges Hörspiel Morbus sacer (2006) sprach Habeck neun Rollen mit unterschiedlichen Stimmen. Die Hörspiel-Datenbank HörDat weist über 150 Eintragungen auf.

## Ehrungen
Für seine Tätigkeit in der Kindersendung Rappelkiste erhielt er 1984 den Adolf-Grimme-Preis.

## Privates
Michael Habeck war der langjährige Lebensgefährte des Drehbuchautors und Regisseurs Robert Sigl. Später waren die beiden bis zu Habecks Tod gute Freunde.
Michael Habeck verstarb am 4. Februar 2011 nach kurzer, schwerer Krankheit über zwei Monate vor seinem 67. Geburtstag in München.

## Filmografie (Auswahl)
- 1971, 1973: Der Kommissar (Fernsehserie, verschiedene Rollen, 2 Folgen)
- 1972: Sie liebten sich einen Sommer (Kinofilm)
- 1972: Adele Spitzeder (Fernsehfilm)
- 1973: Rappelkiste (Fernsehserie, Folge Vom Befehlen und vom Nachdenken)
- 1973: Lokaltermin (Fernsehserie, Folge Die schwarze Hand)
- 1974: Telerop 2009 – Es ist noch was zu retten (Fernsehserie, Folge Fortschritt verboten)
- 1974: Münchner Geschichten (Fernsehserie, Folge Glücksach)
- 1974: Tatort – 3:0 für Veigl (Fernsehreihe)
- 1975: Das feuerrote Spielmobil (Fernsehserie, Folge Das blaue Licht)
- 1976: MitGift
- 1977, 1978: Der Anwalt (Fernsehserie, verschiedene Rollen, 2 Folgen)
- 1978: Die fabelhafte Familie Koo in der Zauberkiste (Fernsehserie, 13 Folgen)
- 1980: Der ganz normale Wahnsinn (Fernsehserie, Folge Zehntes Kapitel)
- 1980: Kein Geld für einen Toten
- 1981: Silas (Fernsehserie, 2 Folgen)
- 1982: Die Krimistunde (Fernsehserie, Folge 2, Episode: „Mein kleiner Betrüger“)
- 1983: Martin Luther
- 1983: Eisenhans (Kinofilm)
- 1983: Der Androjäger (Fernsehserie, Folge Klein bleibt klein)
- 1984: Der Besuch (Fernsehfilm)
- 1985: Anderland (Fernsehserie, Folge Manuel und die verheimlichte Freundschaft)
- 1985: Seitenstechen (Kinofilm)
- 1986: Rette mich, wer kann (Fernsehsechsteiler, 2 Folgen)
- 1986: Der Name der Rose (Kinofilm)
- 1986: Ein Fall für zwei (Fernsehserie, Folgen Erben und Sterben sowie Countdown)
- 1988: Agent ohne Namen (The Bourne Identity) (Fernsehzweiteiler)
- 1988: Gesprengte Ketten – Die Rache der Gefangenen
- 1988: Die Schwarzwaldklinik (Fernsehserie, Folge Eine starke Frau)
- 1989: Eurocops (Fernsehserie, Folge Der Schwur)
- 1989: Hotel Paradies (Fernsehserie, Folge Familienkrieg)
- 1990: Peterchens Mondfahrt (Stimme vom „Milchstraßenmann“)
- 1991: Büro, Büro (Fernsehserie, Folge Der Karriere-Trip)
- 1993: Texas – Doc Snyder hält die Welt in Atem (Kinofilm)
- 1993: König der letzten Tage (Fernsehzweiteiler)
- 1993–1997: Ein Bayer auf Rügen (Fernsehserie, 12 Folgen)
- 1995: Gegen den Wind (Fernsehserie, Folge Der Surfcup)
- 1995: Balko (Fernsehserie, Folge Krieg der Sterne)
- 1995: Die Sturzflieger (Kinofilm)
- 1996: Tatort – Aida
- 1997, 2000: Alarm für Cobra 11 – Die Autobahnpolizei (Fernsehserie, verschiedene Rollen, 2 Folgen)
- 1997: Der Fahnder (Fernsehserie, Folge Post für Mike)
- 1997: Lexx – The Dark Zone (Fernsehserie, Folge Giga Shadow)
- 1997: Große Freiheit (Fernsehserie, Folge Ein Killer kehrt heim)
- 1997: Der Bulle von Tölz – Tod auf Tournee (Fernsehreihe)
- 1998: Für alle Fälle Stefanie (Fernsehserie, Folge Vom Himmel hoch)
- 1998: Im Namen des Gesetzes (Fernsehserie, Folge Monster)
- 1998: Die Wache (Fernsehserie, Folge Fremde in der Nacht)
- 1999: Klemperer – Ein Leben in Deutschland (Fernsehserie, Folge Küss mich in der Kurve)
- 1999: Dr. Stefan Frank – Der Arzt, dem die Frauen vertrauen (Fernsehserie, Folge Dann eben mit Gewalt)
- 2000: Geisterjäger John Sinclair (Fernsehserie, Folge Das Horrorkabinett)
- 2001: Tatort – Zielscheibe
- 2001: Lukas (Fernsehserie, Folge Oh, mein Papa)
- 2001: Anwalt Abel (Fernsehserie, Folge Salut, Abel!)
- 2002: Utta Danella – Die Hochzeit auf dem Lande (Fernsehreihe)
- 2003: Der Ermittler (Fernsehserie, Folge Absender unbekannt)
- 2004: Die Rosenheim-Cops (Fernsehserie, Folge Zoff im Kuhstall)
- 2004: Lindenstraße (Fernsehserie, 2 Folgen)
- 2005: Forsthaus Falkenau (Fernsehserie, Folge Moritz)
- 2005: Zwei am großen See – Die Eröffnung (Fernsehreihe)
- 2005: Tatort – Rache-Engel
- 2005: Der Bulle von Tölz – Ein erstklassiges Begräbnis
- 2007, 2008: Der Alte (Fernsehserie, verschiedene Rollen, 2 Folgen)
- 2008: Ossi’s Eleven (Kinofilm)
- 2008: Siska (Fernsehserie, Folge Keine Gnade für Ronny Brack)
- 2009: Nichts als Ärger mit den Männern
- 2009: Franzi (Fernsehserie, Folge Las Vegas)
- 2009: Erntedank. Ein Allgäu-Krimi
- 2011: Donna Leon – Das Mädchen seiner Träume (Fernsehreihe)
- 2011: Mord in bester Familie
- 2011: Nord Nord Mord (Fernsehreihe)

## Hörspiele (Auswahl)
- 1983: Jean Baptiste Molière: Der fliegende Arzt – Regie: Ferry Bauer (Hörspielbearbeitung – ORF Vorarlberg)
- 1991: Adolf Schröder: Berger und Levin (Albert) – Regie: Bernd Lau (Kriminalhörspiel in sechs Teilen – NDR)
- 2001: Elwyn Brooks White: Wilbur und Charlotte – Regie: Andrea Otte (Kinderhörspiel – SWR)
- 2002: Umberto Eco: Baudolino – Regie: Leonhard Koppelmann
- 2002: Edith Nesbit: Die Kinder von Arden (Maulwurf) – Regie: Robert Schoen (Kinderhörspiel – SWR)
- 2005: Karlheinz Koinegg: Ritter Artus und die Ritter der Tafelrunde (Erzähler/Sir Berdivere) – Regie: Angeli Backhausen (Kinderhörspiel (6 Teile) – WDR)
- 2005: Lloyd Alexander: Taran und das Zauberschwert (Doli) – Regie: Robert Schoen (Kinderhörspiel – SWR)
- 2006: Jörg Graser:  Diridari – Regie: Robert Matejka (DKultur)
- 2006: Ulrich Bassenge: Morbus sacer – Regie: Ulrich Bassenge (WDR)
- 2010: Ulrich Bassenge: musaeum clausum – Regie: Ulrich Bassenge (BR)
- 2011: Dietmar Dath: Die Abschaffung der Arten – Regie: Ulrich Lampen (12-teilige Literaturbearbeitung – BR)